# Verarmte Segge
Die Verarmte Segge oder Armblütige Segge (Carex depauperata) ist eine Pflanzenart aus der Gattung der Seggen (Carex) innerhalb der Familie der Sauergrasgewächse (Cyperaceae). 

## Beschreibung

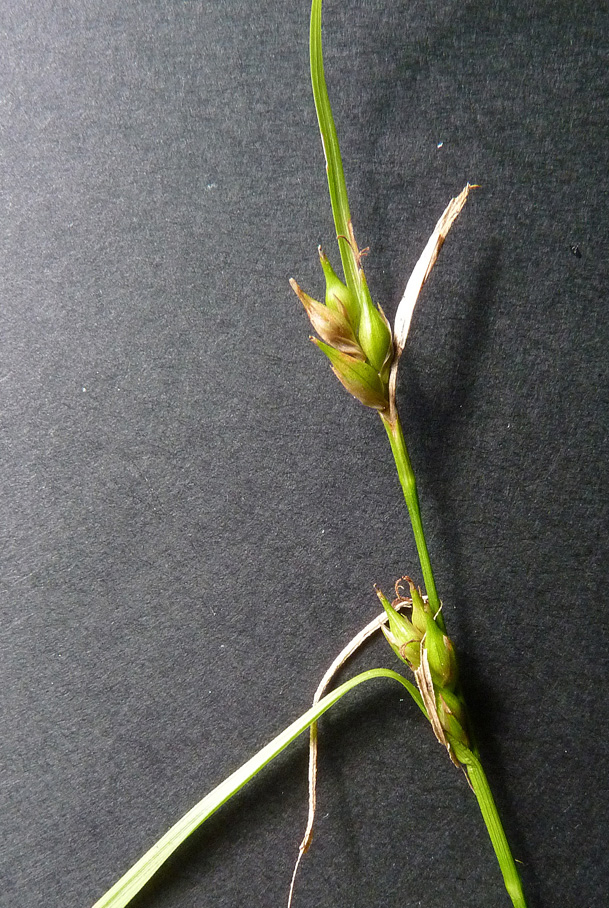
Blütenstand

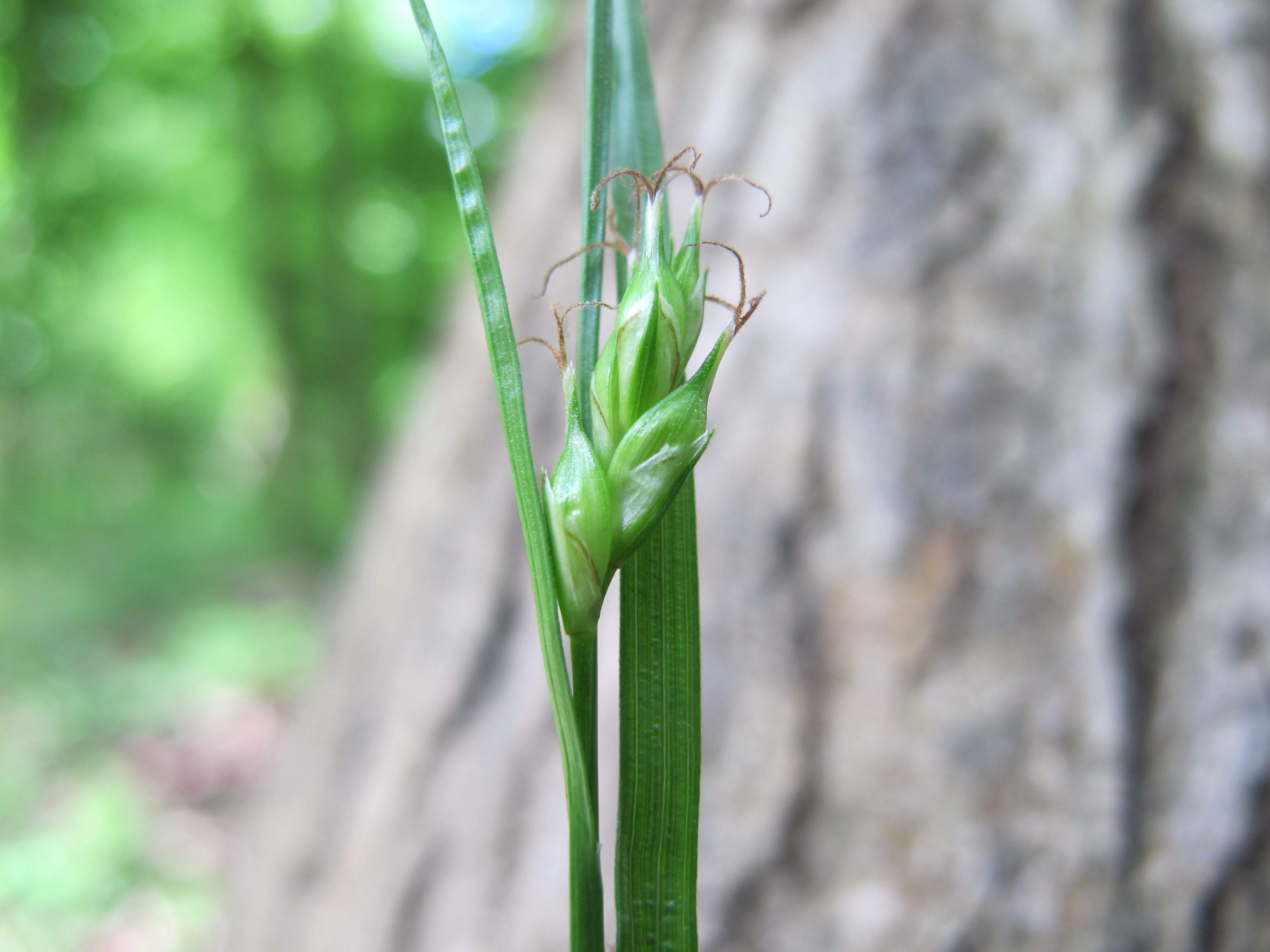
Weibliches Ährchen

### Vegetative Merkmale
Die Verarmte Segge ist eine ausdauernde krautige Pflanze, die Wuchshöhen von 30 bis 60, selten bis zu 100 Zentimetern erreicht. Sie wächst mit kurzen Ausläufern lockerrasig. Die starr aufrechten Stängel sind stumpf-dreikantig und glatt. Die einfachen, flachen, kahlen und rauen Laubblätter sind 3 bis 4 Millimeter breit und etwa gleich lang wie der Stängel. Die Bauchscheidenwand hat kein häutiges Anhängsel. Die grundständigen Blattscheiden sind purpurfarben bis rot-braun und zerfasern nicht.

### Generative Merkmale
Die Blütezeit reicht April bis Mai. Die Verarmte Segge gehört zu den Verschiedenährigen Seggen. Es ist ein endständiges männliches Ährchen vorhanden, das bei einer Länge von 1,8 bis 3 Zentimetern sowie einem Durchmesser von 2 bis 3 Millimetern schmal-zylindrisch und lockerblütig ist. Die zwei bis drei weiblichen Ährchen enthalten je fünf bis sechs Blüten, sind 1 bis 1,5 Zentimeter lang, dabei maximal fünfmal so lang wie breit; sie stehen aufrecht, sind kurz gestielt und stehen voneinander entfernt. Das oberste weibliche Ährchen ist dem männlichen genähert und fast sitzend. Alle anderen weiblichen Ährchen sind lang gestielt. Die Hüllblätter haben lange Scheiden und überragen manchmal den Blütenstand. Die Tragblätter der weiblichen Blüten sind braun mit grünem Mittelstreifen und weißhäutigen Rändern; sie sind bei einer Länge von 4,5 bis 6 Millimeter lang und damit wesentlich kürzer als die Schläuche lanzettlich bis verkehrt-eiförmig mit scharf zugespitztem oberen Ende. Der Griffel trägt drei Narben. Die Spelzen der männlichen Blüten sind bei einer Länge von 5 bis 6,5 Millimetern elliptisch, bleich bis rot-braun mit grünem Mittelstreifen und weißhäutigen Rändern. Die Schläuche sind bei einer Länge von 7 bis 9 Millimeter bauchig-rhomboid bis eiförmig, stumpf-dreikantig, an der Basis verschmälert und nach oben in einen 3 Millimeter langen zweizähnigen Schnabel verschmälert; sie sind stark längsnervig, braun-grün bis silber-grau und glänzend.
Die Frucht ist verkehrt-eiförmig und scharf-dreikantig.
Die Chromosomenzahl beträgt 2n = 44 oder 74.

## Vorkommen
Die Verarmte Segge kommt von Europa bis Zentralasien vor. Sie ist ein submeridional-montanes bis südtemperates, ozeanisches Florenelement. Ihr Hauptverbreitungsgebiet liegt in Südeuropa. In Europa gibt es Fundortangaben für Spanien, Portugal, Frankreich, Korsika, Italien, die Schweiz, das Vereinigte Königreich, Irland, Belgien, Luxemburg, Deutschland, Kroatien, Bosnien und Herzegowina, Serbien, den Kosovo, Montenegro, Albanien, Bulgarien, Rumänien, Griechenland und die Ukraine.
In Mitteleuropa kommt sie in Laubwäldern im Südwesten (beispielsweise im Schweizer Jura), im Westen (im Sauertal bei Echternach) und in Österreich sehr selten vor. Auch bei Colmar und Neuf-Brisach im Kastelwald im Elsass kommt sie vor. Im Kanton Wallis steigt sie bis in einer Höhenlage von etwa 1260 Meter auf.
Die Verarmte Segge wächst in wärmeliebenden Laubwäldern und ist anspruchsvoll. Sie gedeiht in luftfeuchtem, wintermildem Klima meidet direktes Sonnenlicht; sie „bevorzugt“ mittlere Höhenlagen sehr. Sie zeigt Mullboden an. Die Verarmte Segge gedeiht am besten auf frischen, nährstoffreichen, auf locker-humosen, steinigen, kalkarmen oder kalkfreien Böden. Sie gedeiht in Pflanzengesellschaften der Ordnung Quercetalia pubescentis, kommt aber auch in denen des Verbands Carpinion vor.
Die ökologischen Zeigerwerte nach Landolt et al. 2010 sind in der Schweiz: Feuchtezahl F = 2+w (frisch aber mäßig wechselnd), Lichtzahl L = 3 (halbschattig), Reaktionszahl R = 4 (neutral bis basisch), Temperaturzahl T = 4+ (warm-kollin), Nährstoffzahl N = 3 (mäßig nährstoffarm bis mäßig nährstoffreich), Kontinentalitätszahl K = 4 (subkontinental).
In Deutschland galt die Verarmte Segge lange als verschollen, bis im Jahr 2011 ein Exemplar in der Nähe von Echternacherbrück an der luxemburgischen Grenze wiederentdeckt wurde. 2013 gelang es Mitarbeitern des Botanischen Gartens Berlin-Dahlem, die Verarmte Segge in der Kultur nachzuzüchten. In Großbritannien, wo sie an zwei Stellen (in Somerset und nahe dem Bahnhof von Godalming) vorkommt, wurde sie 2010 in der Nähe der ebenfalls in Godalming liegenden Charterhouse School wiedereingeführt, wo sie seit den 1940er Jahren als ausgestorben galt.

## Taxonomie
Die Erstveröffentlichung von Carex depauperata erfolgte 1787 durch William Withering in Botanical Arrangement of British Plants ..., 2. Auflage, Band 2, Seite 1049. Er übernahm dabei den Namen von William Curtis, der den Namen schon 1783, aber ohne Beschreibung veröffentlicht hatte. Das Artepitheton depauperata bedeutet „verarmt“. Synonyme für Carex depauperata Curtis ex Woodw. sind: Carex monilifera Thuill., Carex triflora Willd., Carex ventricosa Curtis.